# Ommata discolor
Ommata discolor là một loài bọ cánh cứng trong họ Cerambycidae.